# 朱塞佩·佩里诺
朱塞佩·佩里诺（義大利語：Giuseppe Perrino，1992年1月3日—2021年6月1日），意大利职业足球运动员，司职中场，曾效力于帕尔马。

## 生涯
2012年夏，从埃博利塔纳加盟帕尔马，之后被租借到贝拉里亚伊贾马里纳。
2021年6月1日，死于心脏病，当时他正在参加一场纪念他三年前同样死于心脏病的弟弟——罗科的五人制足球比赛。

## 相关链接
- Soccerway資料庫：朱塞佩·佩里诺